# 新貨車工房
 新貨車工房 （しんかしゃこうぼう）は、同人2名が運営する埼玉県の鉄道模型メーカー。

## 概要
1999年頃に同人2名によって結成された。主に貨車とその周辺領域の車輛をNゲージ規格の真鍮エッチングキットとして発売している。当初は企画と設計のみを担当し岩橋商会が自社ブランドで発売していたが、2000年3月から独自の販売活動を開始した。
他の多くのガレージキットメーカーと同様、毎年JNMAフェスティバルで新作を発表している。

## 発売された主な製品
下回りまで含めた完全なキット、車体のみのキット、他社製プラスチック製品を利用する改造キットなど緩急自在に展開している。
- タ300
- タム500 日車
- タム8000 汽車会社
- タキ1900
- タキ8850 富士重工
- タキ9200
- ホキ3500（6個ハッチ一般型・斜めリブ・4個ハッチ・4個ハッチ低屋根）
- テキ200 初期型
- コラ1
- トラ90000
- トキ21100
- 20tスイッチャー 協三工業
- 35tスイッチャー 日立
- 各種ディカール